# Raketové motory SpaceX

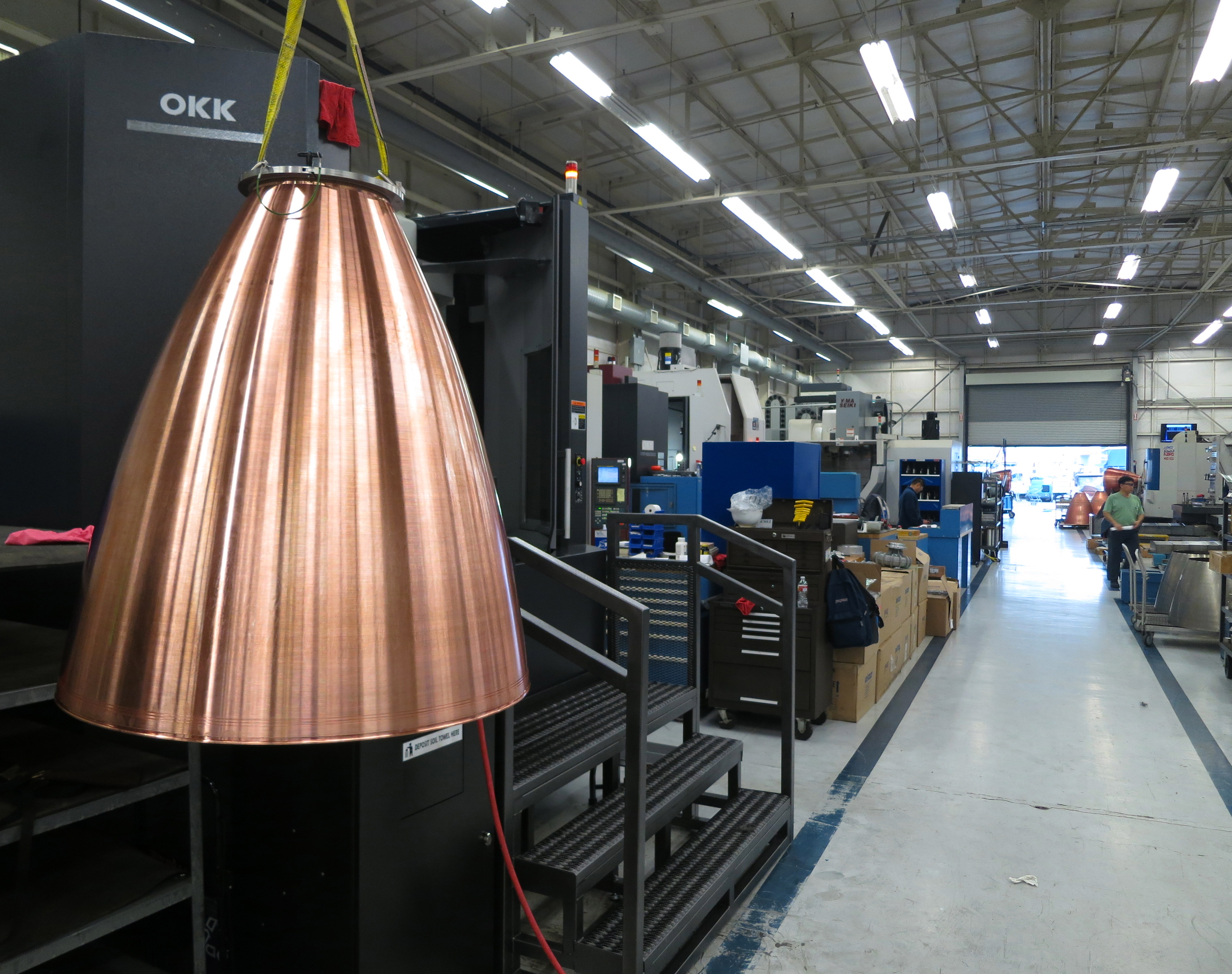
Výroba motoru Merlin 1D, rok 2012

Od svého založení v roce 2002 společnost SpaceX vyvinula raketové motory Merlin, Kestrel, Draco a SuperDraco. V současné době vyvíjí další motor - Raptor.

## Historie
Během prvních deseti let své existence SpaceX vyvinula, nebo měla ve vývoji čtyři raketové motory na kapalná paliva. Tyto motory byly, jsou, nebo budou používané na raketách Falcon 1, Falcon 9 a Falcon Heavy a na vesmírných lodích Dragon a Dragon 2.
V listopadu 2012 na zasedání RAeS v Londýně ve Velké Británii SpaceX oznámila, že plánují vývoj motorů na bázi metanu pro budoucí rakety. Tyto motory budou pro vyšší účinnost využívat cyklus předběžného spalování, podobně jako motor NK-33 z bývalého Sovětského svazu.
V polovině roku 2015 vyvinula SpaceX celkem 9 architektur raketových motorů během prvních 13 let své existence.

## Kerosinové motory

### Merlin 1
Hlavní motor používaný na raketách Falcon 1, Falcon 9 a Falcon Heavy. Motor byl navrhnut pro opakované použití. Pohonné hmoty jsou přiváděny prostřednictvím jedno hřídelného dvourotorového turbočerpadla. Turbočerpadlo také poskytuje vysoký tlak pro hydraulické pohony, které pak recykluje do nízkého vstupního tlaku. To eliminuje potřebu samostatného hydraulického systému a znamená, že řízení vektorování tahu v důsledku nedostatku hydraulické kapaliny není možné.
Motor se vyvíjel postupně a tak vzniklo více verzí: 1A, 1B, 1C, 1D a 1D+. Také vznikly verze upravené pro provoz ve vakuu - 1C vakuum a 1D vakuum.

### Kestrel
Byl vyvinut v roce 2000 pro horní stupeň rakety Falcon 1. Kestrel je postaven na stejné architektuře vstřikovače, jako Merlin, ale nemá turbočerpadla, palivo je vháněno pouze tlakem z nádrží
Komora a hrdlo motoru je chlazeno odpařováním a tryska byla chlazena sáláním tepla. Tryska byla vyrobena z vysokopevnostní slitiny niobu. Niob je vysoce odolný vůči praskání ve srovnání s uhlík-uhlíkovým laminátem. Efektivita tlakování heliem je podstatně vyšší, než přes titanový výměník tepla na hranici niobu a ablativního materiálu.
Řízení vektoru tahu je provedeno elektro-mechanickým pohonem a řízení polohy je provedeno tryskami se stlačeným heliem.
Byla plánována vylepšená verze Kestrel 2.

## Metanové motory

### Raptor
Má být použit na Meziplanetárním dopravním systému, pomocí kterého chce SpaceX do konce dvacátých let přistát s lidskou posádkou na Marsu.
Motor bude použit na raketě BFR, kde jich bude umístěno 42, tak i na ITS, kde tři z nich budou v atmosférické variantě a šest ve vakuové variantě. Tlak ve spalovací komoře bude 30 MPa, což je více než u jakéhokoliv jiného v současnosti používaného raketového motoru. Raptor by měl mít také zatím nejlepší poměr tahu ku hmotnosti. Také poskytuje více než trojnásobek tahu oproti motoru Merlin 1D, ale bude zhruba stejně veliký.
Vývoj motoru byl od roku 2009 do roku 2015 financován výhradně ze soukromých investic, SpaceX. V lednu 2016 SpaceX souhlasila s americkým letectvem, které nabídlo 33,6 milionu dolarů na vývoj prototypu nové varianty motoru pro druhý stupeň. Ten by mohl být využit na raketách Falcon 9 a Falcon Heavy. SpaceX musí na tento vývoj poskytnout alespoň 67,3 milionu dolarů, protože poměr investic soukromého a vládního sektoru musí být alespoň 2:1.

### Methalox thruster
Ve svém oznámení o Meziplanetárním dopravním systému Elon Musk uvedl, že všechny řídící motory budou poháněné plynným metanem a kyslíkem. Pro tento účel budou vyvinuty nové trysky.

## Hypergolické motory

### Draco
Řídící motor používaný na kosmické lodi Dragon. Tento motor byl také použit jako řídící v počáteční verzi Falconu 9 na horním stupni. Novější verze Falconu 9 používají dusíkové trysky.

### SuperDraco
Je určený pro použití na kosmické lodi Dragon 2, který používá osm motorů uspořádaných do dvojic. Systém je redundantní, odolný proti chybám a jeho hlavní funkcí je únik při startu v případě havárie. Lze ho ale také využít pro motorické přistávání na pevnině, případně tento systém umožňuje přistání na Marsu.
Motory jsou použity na pilotovaných i nepilotovaných verzích lodi Dragon 2. Byly také použity na testovací kapsli DragonFly.